# Фолкърк
Вижте пояснителната страница за други значения на Фолкърк.
Фо̀лкърк (на английски: Falkirk, на гаелски An Eaglais Bhreac, произнася се [foːkərk] е град в Централна Шотландия.

## География
Фолкърк е главен административен център на едноименната област Фолкърк. Градът е разположен на южния бряг на залива Фърт ъф Форт. Отстои на 18 км южно от град Стърлинг и 35 km на север от Глазгоу. Има пристанище и жп гара. Население 93 070 жители от преброяването през 2004 г.

## История
Районът около Фолкърк има стратегическо значение още от римско време, когато Римската империя построява стената „Антонин Уол“ (Antonine Wall) формираща северната му граница. Много исторически обекти от римската епоха се срещат именно в областта около Фолкърк.
Край Фолкърк са се състояли две исторически сражения. На 22 юли 1298 г. когато крал Едуард I разбива Уилям Уолъс и на 17 януари 1746 г. когато Стюартите водени от Бони Принс Чарли правят блокада на замъка Стърлинг.

## Архитектура
През 2002 г. във Фолкърк се открива първият в света воден лифт за плавателни съдове, който служи за преместването им от едно водно ниво към друго, наречен Фолкъркското колело.
Други архитектурни забележителност във Фолкърк са сградите „Колендър Хаус“ (Callender House) и „Ананасът“.

## Икономика
Основни отрасли в икономиката на Фолкърк са химическата и хранително-вкусовата промишленост. В околностите на града се добиват въглища и желязна руда.

## Спорт
Във Фолкърк има два футболни отбора. ФК Фолкърк играе в Шотландската Премиър лига през сезон 2006 – 2007 г. Вторият отбор се нарича Ист Стърлингшър. През сезон 2006 – 2007 г. се състезава в Шотландската Трета дивизия.

## Личности родени във Фолкърк
- Елизабет Блекадър (р.1931), шотландска художничка
- Джон Ейткен (1839-1919), шотландски физик

## Фото галерия
- ЖП гарата Греъмстън във Фолкърк
- Стената „Антонин Уол“ край Фолкърк
- Уникалното водно съоръжение „Фолкъркското колело“ във Фолкърк
- Сградата „Ананасът“ в парка Дънмор